# Felix Aellen
Felix Aellen (* 11. Oktober 2003 in Saanen) ist ein Schweizer Handballspieler.

## Karriere

### Im Verein
Felix Aellen wechselte in der Jugend vom HBC Münsingen zum BSV Bern. Hier durchlief er die gesamte Jugend. Darauf lief er zunächst für den Partnerverein TV Solothurn in der Nationalliga B auf. Ab Sommer 2022 stand er fest im Kader von Bern. 2023 wurde er als «Bester Nachwuchs-Spieler U21» mit dem Swiss Handball Award ausgezeichnet. Im Sommer 2025 wechselte er zum deutschen Bundesligisten ThSV Eisenach.

### In Auswahlmannschaften
Im März 2023 gab er sein Debüt für die Schweizer Nationalmannschaft gegen Ungarn. Im Januar 2024 stand er im erweiterten Kader für die Europameisterschaft 2024, wo er jedoch kein Spiel absolvierte. An der Weltmeisterschaft 2025 warf er 18 Tore in sechs Spielen und erreichte mit der Auswahl den 11. Platz.